# Bättre rätt

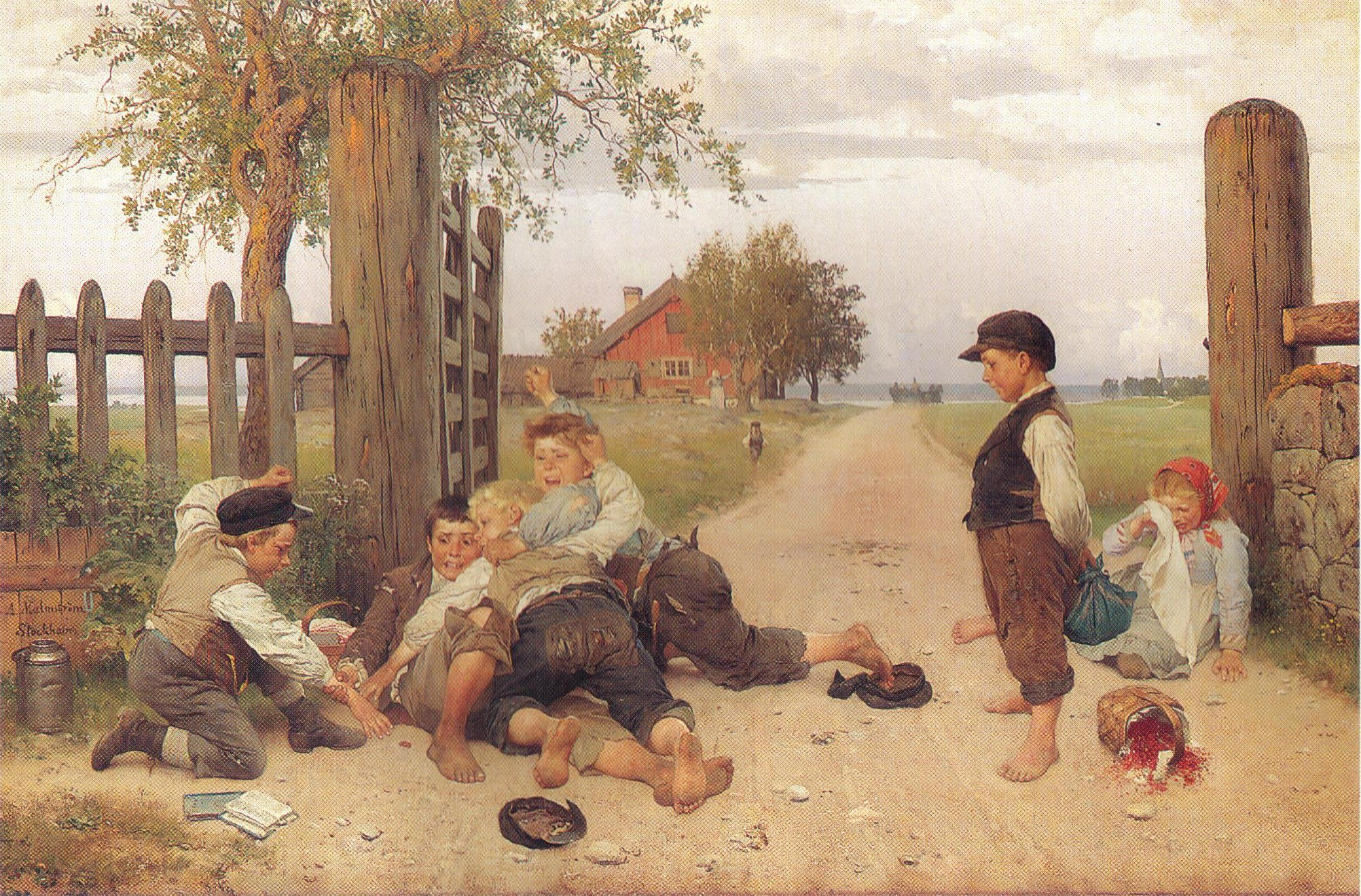
Vem har "bättre rätt" till slanten än de andra i denna tvist? - Grindslanten av August Malmström

Bättre rätt är ett juridiskt begrepp, som har att göra med relativiten av vem som har äganderätt och annan rätt av liknande slag, som vattenrätt eller jakträtt.
Begreppet "bättre rätt" används beträffande en tvist mellan två eller flera parter om vem av dem som har äganderätt eller annan rätt (vattenrätt, jakträtt etcetera) till något. En part kan väcka talan vid domstol om faställelse av "bättre rätt" gentemot konkurrerande rättsanspråk. "Bättre rätt" hänför sig således till fastställelse av rätten till något enbart i relativa termer, begränsat till parterna i den tvist som saken gäller. Vinnande part i ett mål har således "bättre rätt" till något än den andra parten, men inte "bättre rätt" än vad en möjlig tredje person kan ha, eftersom dennes rätt inte har varit fråga för behandling.
Att "bättre rätt" är skild från rätt i absoluta termer framgår av nedanstående exempel:  A stjäl en kamera från B, men tappar den. C hittar kameran, varefter en tvist uppstår mellan C och A om vem som har rätt till kameran. I detta fall har A, som kan hävda att kameran varit i dennes besittning innan den kom i C:s besittning, "bättre rätt" till kameran än C, alldeles oavsett om A kommit i besittning av den brottsligt, att C inte kommit över den brottsligt, eller att B framgångsrikt sannolikt skulle kunna argumentera för att denne har kvar äganderätten. I en ägarhierarki inom ramen för tvisten går A före C, medan B är inte inblandad.